# 2006年の日本公開映画
- 映画 > 映画の一覧 > 年度別日本公開映画 > 2006年の日本公開映画
- 映画 > 2006年の映画 > 2006年の日本公開映画

2006年の日本公開映画（2006ねんのにほんこうかいえいが）では、2006年（平成18年）1月1日から同年12月31日までに日本で商業公開された映画の一覧を記載。作品名の右の丸括弧内は製作国を示す。
記載の凡例については年度別日本公開映画#凡例を参照

## 作品一覧

### 1月
- 7日
  - 銀色の髪のアギト（ 日本）
  - 輪廻（ 日本）
  - 世界は彼女のためにある（ 日本）
- 14日
  - プルーフ・オブ・マイ・ライフ（ アメリカ合衆国）
  - スタンドアップ （ アメリカ合衆国）
  - スパングリッシュ 太陽の国から来たママのこと （ アメリカ合衆国）
  - スパイモンキー（ カナダ）
  - プライドと偏見（ イギリス）
  - ホテル・ルワンダ（ イギリス・ イタリア・ 南アフリカ共和国）
  - グレート・ビギン（ フランス）
  - 赤ちゃんの逆襲（ フランス）
  - 僕と未来とブエノスアイレス（ アルゼンチン・ フランス・ イタリア・ スペイン）
  - THE 有頂天ホテル（ 日本）
  - カミュなんて知らない（ 日本）
  - コアラ課長（ 日本）
  - ガッツ伝説 愛しのピット・ブル（ 日本）
  - ギミー・ヘブン（ 日本）
  - 妄想少女（ 日本）
- 17日
  - ダウン・イン・ザ・バレー（ アメリカ合衆国）
- 21日
  - レジェンド・オブ・ゾロ（ アメリカ合衆国）
  - 僕のニューヨークライフ （ アメリカ合衆国・ フランス・ オランダ・ イギリス）
  - イノセント・ボイス 12歳の戦場（ メキシコ）
  - タブロイド（ メキシコ・ エクアドル）
  - 春田花花幼稚園 マクダルとマクマグ（ 香港）
  - 博士の愛した数式（ 日本）
  - 天使（ 日本）
  - あおげば尊し（ 日本）
  - MAMAN（ 日本）
  - 晴れたらポップなボクの生活（ 日本）
  - たべるきしない（ 日本）
  - ブラックキス（ 日本）
- 28日
  - フライトプラン（ アメリカ合衆国）
  - ライズ（ アメリカ合衆国）
  - マイ・アーキテクト/ルイス・カーンを探して（ アメリカ合衆国）
  - 悪魔の棲む家（ アメリカ合衆国）
  - 沈黙の追撃（ アメリカ合衆国）
  - オリバー・ツイスト（ イギリス・ チェコ・ フランス・ イタリア）
  - 白バラの祈り ゾフィー・ショル、最期の日々 ( ドイツ)
  - 単騎、千里を走る。（ 中国・ 日本）
  - B型の彼氏（ 韓国）
  - ピーナッツ（ 日本）
  - 最終兵器彼女（ 日本）
  - TAKI183（ 日本）
  - ミラーマンREFLEX（ 日本）
  - エリ・エリ・レマ・サバクタニ（ 日本）
  - スキージャンプ・ペア Road to TORINO 2006（ 日本）
  - 楽園 -流されて-（ 日本）
  - 三年身籠る（ 日本）

### 2月
- 4日
  - ミュンヘン（ アメリカ合衆国）
  - シャークボーイ&マグマガール 3-D（ アメリカ合衆国）
  - イベリア 魂のフラメンコ（ スペイン）
  - 小さな恋のステップ（ 韓国）
  - 僕が9歳だったころ（ 韓国）
  - 忘れえぬ想い（ 香港）
  - 転がれ!たま子（ 日本）
  - ケータイ刑事 THE MOVIE バベルの塔の秘密〜銭形姉妹への挑戦状（ 日本）
  - ベロニカは死ぬことにした（ 日本）
  - 日常（ 日本）
  - デコトラの鷲 恋の花咲く清水港（ 日本）
- 11日
  - クラッシュ （ アメリカ合衆国）
  - ウォーク・ザ・ライン/君につづく道 （ アメリカ合衆国）
  - PROMISE（ 中国）
  - 美しき野獣（ 韓国）
  - サイレン 〜FORBIDDEN SIREN〜（ 日本）
  - 燃ゆるとき（ 日本）
  - 春の居場所（ 日本）
  - イヌゴエ（ 日本）
- 18日
  - ジャーヘッド（ アメリカ合衆国）
  - スティーヴィー（ アメリカ合衆国）
  - アサルト13 要塞警察（ アメリカ合衆国）
  - アメリカ、家族のいる風景（ アメリカ合衆国・ ドイツ）
  - ナイト・オブ・ザ・スカイ（ カナダ）
  - ルー・サロメ 善悪の彼岸 （ イタリア・ フランス・ 西ドイツ）
  - シムソンズ（ 日本）
- 25日
  - ダイヤモンド・イン・パラダイス （ アメリカ合衆国）
  - マインドハンター （ アメリカ合衆国）
  - スカイ・ハイ （ アメリカ合衆国）
  - アブノーマル・ビューティ（ 香港）
  - 県庁の星（ 日本）
  - 東京大学物語（ 日本）
  - WARU（ 日本）
  - 刺青 SI-SEI（ 日本）
  - 好きだ、（ 日本）

### 3月
- 4日
  - うつせみ（ 韓国・ 日本）
  - SPL/狼よ静かに死ね ( 香港)
  - 機動戦士ZガンダムIII A New Translation -星の鼓動は愛-（ 日本）
  - シリアナ（ アメリカ合衆国）
  - 送還日記 （ 韓国）
  - ドラえもん のび太の恐竜2006（ 日本/アニメ）
  - ナルニア国物語/第1章:ライオンと魔女（ アメリカ合衆国）
  - プリティ・ヘレン（ アメリカ合衆国）
  - ブロークバック・マウンテン（ アメリカ合衆国）
  - 力道山（ 日本）
  - リトル・ランナー（ カナダ）
  - ONE PIECE THE MOVIE カラクリ城のメカ巨兵（ 日本）
- 6日
  - かかしの旅（ 日本）
- 11日
  - イーオン・フラックス（ アメリカ合衆国）
  - ウォ・アイ・ニー（ 中国）
  - Waters（ 日本）
  - エミリー・ローズ（ アメリカ合衆国）
  - かもめ食堂（ 日本）
  - 超劇場版ケロロ軍曹（ 日本/アニメ）
  - ゴースト・ダンス（ 日本）
  - コルシカン・ファイル（ フランス）
  - 真救世主伝説 北斗の拳 ラオウ伝 殉愛の章（ 日本）
  - ステップ!ステップ!ステップ!（ アメリカ合衆国）
  - Touch the Sound （ ドイツ）
  - 峠/TOUGE（ 日本）
  - ヒストリー・オブ・バイオレンス（ アメリカ合衆国・ カナダ）
  - マクダル パイナップルパン王子 （ 日本）
  - まじめにふまじめ かいけつゾロリ なぞのお宝大さくせん（ 日本）
  - マンダレイ（ デンマーク）
  - メルキアデス・エストラーダの3度の埋葬（ アメリカ合衆国・ フランス）
  - ルート225（ 日本）
- 18日
  - ウェス・クレイヴン's カースド（ アメリカ合衆国）
  - ウォレスとグルミット 野菜畑で大ピンチ!（ イギリス/アニメ）
  - 子ぎつねヘレン（ 日本）
  - THE MYTH/神話（ 香港）
  - SPIRIT（ 中国）
  - ちゃんこ（ 日本）
  - トゥー・フォー・ザ・マネー（ アメリカ合衆国）
  - ナミイと唄えば（ 日本）
  - 南極物語（ アメリカ合衆国）
  - 変態村（ ベルギー・ フランス・ ルクセンブルク）
  - 放郷物語 THROWS OUT MY HOMETOWN（ 日本）
  - ラストデイズ（ アメリカ合衆国）
- 25日
  - 雨の町（ 日本）
  - ククーシュカ ラップランドの妖精（ ロシア）
  - サウンド・オブ・サンダー（ アメリカ合衆国・ ドイツ）
  - 大統領のカウントダウン（ ロシア）
  - ナイスの森〜The First Contact〜（ 日本）
  - 春が来れば（ 韓国）
  - まんじ（ 日本）
  - リトル・イタリーの恋（ オーストラリア・ イギリス）

### 4月
- 1日
  - DIG!（ アメリカ合衆国）
  - バイバイ、ママ（ アメリカ合衆国）
  - ファイヤーウォール（ アメリカ合衆国）
  - トム・ダウド/いとしのレイラをミックスした男（ アメリカ合衆国）
  - DOOM（ アメリカ合衆国・ チェコ）
  - レアル ザ・ムービー（ スペイン）
  - ナイト・ウォッチ（ ロシア）
  - 三池 終わらない炭鉱の物語（ 日本）
  - 君はまだ、無名だった。（ 日本）
- 8日
  - キスキス,バンバン（ アメリカ合衆国）
  - 君とボクの虹色の世界（ アメリカ合衆国）
  - パパラッチ（ アメリカ合衆国）
  - プロデューサーズ（ アメリカ合衆国）
  - リバティーン（ イギリス）
  - 家の鍵（ イタリア・ フランス・ ドイツ）
  - 美しき運命の傷痕 ( フランス・ イタリア・ ベルギー・ 日本)
  - 風のファイター（ 韓国）
  - the EYE 2（ 香港・ タイ）
  - トカゲ女 （ タイ）
  - タイフーン/TYPHOON（ 韓国）
  - 映画監督になる方法（ 日本）
  - 立喰師列伝（ 日本）
  - 寝ずの番（ 日本）
  - 闇打つ心臓（ 日本）
- 15日
  - ナニー・マクフィーの魔法のステッキ（ イギリス）
  - モルタデロとフィレモン （ スペイン）
  - ジンガ （ ブラジル）
  - 緑茶（ 中国）
  - 連理の枝（ 韓国）
  - クライング・フィスト（ 韓国）
  - ダンサーの純情（ 韓国）
  - ヨコハマメリー（ 日本）
  - 名探偵コナン 探偵たちの鎮魂歌 ( 日本/アニメ)
  - クレヨンしんちゃん 伝説を呼ぶ 踊れ!アミーゴ! ( 日本/アニメ)
- 22日
  - アイス・エイジ2（ アメリカ合衆国/アニメ）
  - アンダーワールド: エボリューション（ アメリカ合衆国）
  - スポンジ・ボブ/スクエアパンツ（ アメリカ合衆国）
  - ニュー・ワールド（ アメリカ合衆国）
  - Vフォー・ヴェンデッタ（ アメリカ合衆国・ ドイツ）
  - ぼくを葬る（ フランス）
  - トム・ヤム・クン! （ タイ）
  - デュエリスト（ 韓国）
  - ディバージェンス （ 香港）
  - チェケラッチョ!!（ 日本）
  - ブレス・レス（ 日本）
- 29日
  - ブラッドレイン（ アメリカ合衆国）
  - ロンゲスト・ヤード（ アメリカ合衆国）
  - RENT/レント（ アメリカ合衆国）
  - ブロークン・フラワーズ（ アメリカ合衆国）
  - 僕の大事なコレクション（ アメリカ合衆国）
  - 隠された記憶 （ フランス・ オーストリア・ ドイツ・ イタリア）
  - 戦場のアリア （ フランス・ ドイツ・ イギリス）
  - 愛より強く （ ドイツ）
  - 太陽に恋して （ ドイツ）
  - ファザー、サン （ ドイツ・ ロシア・ フランス・ イタリア・ オランダ）
  - 夜よ、こんにちは （ イタリア）
  - プラハ! （ チェコ）
  - the EYE3（ 香港・ タイ）
  - キャッチ ア ウェーブ（ 日本）
  - 小さき勇者たち～GAMERA～（ 日本）
  - MAZE（ 日本）

### 5月
- 6日
  - 五月の恋 （ 台湾・ 中国）
  - LIMIT OF LOVE 海猿（ 日本）
- 13日
  - ピンクパンサー（ アメリカ合衆国）
  - グッドナイト&グッドラック（ アメリカ合衆国）
  - ナイロビの蜂（ イギリス）
  - アンジェラ（ フランス）
  - ダック・シーズン ( メキシコ)
  - 玲玲の電影日記（ 中国）
  - 青いうた〜のど自慢 青春編〜（ 日本）
  - 明日の記憶（ 日本）
  - 河童（ 日本）
  - 恋するトマト（ 日本）
  - ストーンエイジ（ 日本）
  - テニスの王子様（ 日本）
  - 間宮兄弟（ 日本）
  - まだ楽園（ 日本）
  - 陽気なギャングが地球を回す（ 日本）
- 20日
  - アローン・イン・ザ・ダーク（ アメリカ合衆国）
  - ジャケット（ アメリカ合衆国）
  - ダ・ヴィンチ・コード（ アメリカ合衆国）
  - ロシアン・ドールズ（ フランス）
  - サージェント・ペッパー ぼくの友だち （ ドイツ）
  - アンリ・カルティエ＝ブレッソン 瞬間の記憶 （ スイス・ フランス）
  - 心霊写真（ タイ）
  - アダン（ 日本）
  - ガーダ パレスチナの詩（ 日本）
  - デス・トランス（ 日本・ アメリカ合衆国）
  - 雪に願うこと（ 日本）
- 27日
  - 夢駆ける馬ドリーマー（ アメリカ合衆国）
  - GOAL!（ アメリカ合衆国・ イギリス）
  - 迷い婚 -全ての迷える女性たちへ-（ アメリカ合衆国）
  - インプリント〜ぼっけえ、きょうてえ〜（ アメリカ合衆国）
  - デイジー（ 韓国）
  - 水霊 ミズチ（ 日本）
  - かにゴールキーパー（ 日本）
  - 嫌われ松子の一生 （ 日本）
  - 純ブライド（ 日本）
  - BIG RIVER（ 日本）
  - 富嶽百景〜遙かなる場所〜（ 日本）
  - 紅薔薇夫人（ 日本）
  - 水に棲む花（ 日本）
  - ニューハル&ボンス ( 日本/アニメ)

### 6月
- 3日
  - ステイ（ アメリカ合衆国）
  - トランスポーター2（ アメリカ合衆国）
  - ブギーマン（ アメリカ合衆国）
  - ポセイドン（ アメリカ合衆国）
  - ママが泣いた日（ アメリカ合衆国）
  - 13歳の夏に僕は生まれた（ イタリア）
  - 佐賀のがばいばあちゃん（ 日本）
  - バッシング（ 日本）
  - 花よりもなほ（ 日本）
- 6日
  - オーメン（ アメリカ合衆国）
- 10日
  - インサイド・マン（ アメリカ合衆国）
  - さよなら、僕らの夏（ アメリカ合衆国）
  - プルートで朝食を（ イギリス）
  - 親密すぎる打ち明け話（ フランス）
  - 春の日のクマは好きですか?（ 韓国）
  - トリック劇場版2（ 日本）
  - 猫目小僧（ 日本）
  - 初恋（ 日本）
  - 風雲児〜長者番付に挑んだ男〜（ 日本）
  - やわらかい生活（ 日本）
- 17日
  - カサノバ（ アメリカ合衆国）
  - ゲット・リッチ・オア・ダイ・トライン（ アメリカ合衆国）
  - キングス&クイーン（ フランス）
  - 母たちの村（ フランス・セネガル）
  - ジャスミンの花開く（ 中国）
  - タイヨウのうた（ 日本）
  - デスノート（ 日本）
  - バルトの楽園（ 日本）
  - 不撓不屈（ 日本）
- 24日
  - ウルトラヴァイオレット（ アメリカ合衆国）
  - 恋は足手まとい（ フランス）
  - ホワイト・プラネット（ フランス・ カナダ）
  - ブラックナイト（ 香港・ 日本・ タイ）
  - 着信アリ Final（ 日本）
  - 恋するブラジャー大作戦（仮）（ 香港）

### 7月
- 1日
  - 美しい人（ アメリカ合衆国）
  - カーズ（ アメリカ合衆国/アニメ）
  - レイヤー・ケーキ（ イギリス）
  - ミュージック・クバーナ（ ドイツ）
  - ジョルジュ・バタイユ ママン（ フランス）
  - ダメジン（ 日本）
  - クール・ディメンション（ 日本）
  - アクション・グラフィティー（ 日本）
  - ドリフト2（ 日本）
- 8日
  - M:i:III（ アメリカ合衆国）
  - サイレントヒル（ アメリカ合衆国）
  - 2番目のキス（ アメリカ合衆国）
  - バタリアン4（ アメリカ合衆国）
  - リブ・フリーキー!ダイ・フリーキー!（ アメリカ合衆国/アニメ）
  - ローズ・イン・タイドランド（ イギリス・ カナダ）
  - 胡同のひまわり（ 中国）
  - 日掛け金融地獄伝 こまねずみ常次朗（ 日本）
  - ゆれる（ 日本）
  - あんにょん・サヨナラ（ 日本）
  - チーズとうじ虫（ 日本）
  - Fire! ファイアー（ 日本）
  - 人間の碑 〜九〇歳、いまも歩く〜（ 日本）
  - ブレイブ・ストーリー（ 日本/アニメ）
- 15日
  - 幸せのポートレート（ アメリカ合衆国）
  - ミッドナイトムービー（ カナダ）
  - ディセント（ イギリス）
  - ハイジ（ イギリス）
  - ジダン 神が愛した男（ フランス）
  - アルティメット（ フランス）
  - ブラウン夫人のひめごと（ フランス）
  - この胸のときめきを（ フランス）
  - 機械じかけの小児病棟（ スペイン）
  - 奇跡の夏（ 韓国）
  - ジャンプ！ボーイズ ( 台湾)
  - 全身と小指（ 日本）
  - colors　カラーズ（ 日本）
  - 日本沈没（ 日本）
  - ラブ★コン（ 日本）
  - 笑う大天使（ 日本）
  - 劇場版ポケットモンスターアドバンスジェネレーション ポケモンレンジャーと蒼海の王子 マナフィ（ 日本/アニメ）
  - それいけ!アンパンマン いのちの星のドーリィ（ 日本/アニメ）
  - 時をかける少女（ 日本/アニメ）
- 18日
  - 戦 IKUSA 第弐戦 二本松の虎 ( 日本)
- 22日
  - パイレーツ・オブ・カリビアン/デッドマンズ・チェスト（ アメリカ合衆国）
  - おさるのジョージ（ アメリカ合衆国）
  - トランスアメリカ（ アメリカ合衆国）
  - ダスト・トゥ・グローリー（ アメリカ合衆国）
  - 神の左手悪魔の右手（ 日本）
  - 恋する日曜日（ 日本）
  - 怪談新耳袋 ノブヒロさん（ 日本）
  - 蟻の兵隊（ 日本）
  - 冬の幽霊（ 日本）
  - ハチミツとクローバー（ 日本）
- 29日
  - ザ・フォッグ（ アメリカ合衆国）
  - ビースティ・ボーイズ 撮られっぱなし天国（ アメリカ合衆国）
  - 王と鳥（ フランス）
  - カクタス・ジャック ( メキシコ)
  - 男はソレを我慢できない（ 日本）
  - 夏音-Caonne（ 日本）
  - 早咲きの花（ 日本）
  - ゲド戦記（ 日本/アニメ）

### 8月
- 5日
  - ハードキャンディ（ アメリカ合衆国）
  - 森のリトル・ギャング（ アメリカ合衆国/アニメ）
  - ブライアン・ジョーンズ　ストーンズから消えた男（ イギリス）
  - ありふれた愛のおはなし ( フランス)
  - 太陽（ ロシア・ イタリア・ フランス・ スイス）
  - 鬘 かつら（ 韓国）
  - I am 日本人（ 日本）
  - 轟轟戦隊ボウケンジャー THE MOVIE 最強のプレシャス（ 日本）
  - 仮面ライダーカブト GOD SPEED LOVE（ 日本）
  - 釣りバカ日誌17 あとは能登なれ ハマとなれ!（ 日本）
  - 島ノ唄 Thousands of Islands ( 日本)
  - 水の花（ 日本）
  - 劇場版 NARUTO -ナルト- 大興奮! みかづき島のアニマル騒動だってばよ（ 日本/アニメ）
  - 年をとった鰐（ 日本/短編アニメ）
- 12日
  - ハッスル&フロウ（ アメリカ合衆国）
  - ユナイテッド93（ アメリカ合衆国）
  - 狩人と犬、最後の旅（ フランス・ カナダ・ ドイツ・ スイス・ イタリア）
  - 愛と死の間で（ 香港）
  - 紙屋悦子の青春（ 日本）
  - 東京フレンズ The Movie（ 日本）
  - 真夜中の少女たち（ 日本）
  - Wanna be FREE! 東京ガール（ 日本）
  - 石井輝男 FAN CLUB（ 日本）
- 19日
  - スーパーマン リターンズ（ アメリカ合衆国）
  - マッチポイント（ イギリス・ アメリカ合衆国・ ルクセンブルク)
  - 深海 Blue Cha-Cha（ 台湾）
  - 青春漫画 〜僕らの恋愛シナリオ〜（ 韓国）
  - 劇場版 遙かなる時空の中で 舞一夜（ 日本）
  - 花田少年史 幽霊と秘密のトンネル （ 日本）
  - マスター・オブ・サンダー 決戦!! 封魔龍虎伝（ 日本）
  - もんしぇん（ 日本）
  - 東京失格（ 日本）
- 26日
  - キンキーブーツ（ イギリス）
  - ハイテンション（ フランス）
  - パトリス・ルコントのドゴラ（ フランス）
  - MAXX!!! 鳥人死闘篇（ フランス）
  - ラジニカーント★チャンドラムキ/踊る! アメリカ帰りのゴーストバスター（ インド）
  - 僕の、世界の中心は、君だ。（ 韓国）
  - 楽日（ 台湾）
  - 迷子（ 台湾）
  - 幻遊伝（ 日本・ 台湾）
  - UDON（ 日本）
  - 親指さがし（ 日本）
  - 青春☆金属バット（ 日本）
  - ディア・ピョンヤン（ 日本）
  - 46億年の恋（ 日本）
  - ラフ ROUGH（ 日本）
  - THE WINDS OF GOD -KAMIKAZE-（ 日本）
  - おいしい殺し方 -A Delicious Way to Kill-（ 日本）

### 9月
- 2日
  - マイアミ・バイス（ アメリカ合衆国）
  - 40歳の童貞男（ アメリカ合衆国）
  - トリノ、24時からの恋人たち（ イタリア）
  - ONE LOVE ワン・ラブ（ ジャマイカ・ ノルウェー・ イギリス）
  - グエムル-漢江の怪物-（ 韓国）
  - 夢遊ハワイ（ 台湾）
  - アキハバラ@DEEP（ 日本）
  - 日本以外全部沈没（ 日本）
- 9日
  - ルイーズに訪れた恋は…（ アメリカ合衆国）
  - X-MEN:ファイナル ディシジョン（ アメリカ合衆国）
  - ファイナル・デッドコースター（ アメリカ合衆国）
  - アガサ・クリスティーの奥さまは名探偵（ フランス）
  - ドリームシップ エピソード1/2（ ドイツ）
  - 靴に恋する人魚（ 台湾）
  - 弓（ 韓国）
  - スーパースター☆カム・サヨン（ 韓国）
  - バックダンサーズ!（ 日本）
  - ザ・コテージ the Cottage（ 日本）
  - 恋鎖（ 日本）
  - LOFT ロフト（ 日本）
- 16日
  - ワイルド・スピードX3 TOKYO DRIFT（ アメリカ合衆国）
  - サイレントノイズ（ アメリカ合衆国）
  - ザ・マークスマン（ アメリカ合衆国）
  - Turn8 ラグナセカの青い空（ アメリカ合衆国）
  - 海と夕陽と彼女の涙 ストロベリーフィールズ（ 日本）
  - ウルトラマンメビウス&ウルトラ兄弟（ 日本）
  - シュガー&スパイス 風味絶佳（ 日本）
  - 太陽の傷（ 日本）
  - 出口のない海（ 日本）
  - パビリオン山椒魚（ 日本）
  - ミラクルバナナ（ 日本）
  - ヅラ刑事（ 日本）
- 21日
  - 面打 men-uchi（ 日本）
- 23日
  - イルマーレ（ アメリカ合衆国）
  - セレブの種（ アメリカ合衆国）
  - もしも昨日が選べたら（ アメリカ合衆国）
  - 記憶の棘（ アメリカ合衆国）
  - サムサッカー（ アメリカ合衆国）
  - 薬指の標本（ フランス）
  - 西瓜（ 台湾）
  - 天軍（ 韓国）
  - 紅蜘蛛女（ 香港）
  - 風のダドゥ（ 日本）
  - 調布空港（ 日本）
  - shoes（ 日本）
  - Fragment フラグメント（ 日本）
  - フラガール（ 日本）
  - ミートボールマシン（ 日本）
  - ユリシス（ 日本）
  - red letters（ 日本）
  - 紀子の食卓（ 日本）
  - ストロベリーショートケイクス（ 日本）
- 30日
  - レディ・イン・ザ・ウォーター（ アメリカ合衆国）
  - デビルズ・リジェクト マーダー・ライド・ショー2（ アメリカ合衆国）
  - 悪魔とダニエル・ジョンストン（ アメリカ合衆国）
  - カポーティ（ アメリカ合衆国）
  - 地獄の変異（ アメリカ合衆国）
  - セプテンバー・テープ（ アメリカ合衆国）
  - デトネーター（ アメリカ合衆国）
  - スーパークロス（ アメリカ合衆国）
  - 愛さずにいられない（ 中国）
  - ありがとう 「奈緒ちゃん」自立への25年（ 日本）
  - オトシモノ（ 日本）
  - 永遠の法（ 日本）
  - 13の月（ 日本）
  - スケバン刑事 コードネーム=麻宮サキ（ 日本）
  - そうかもしれない（ 日本）
  - ツヒノスミカ（ 日本）
  - ジャポニカ・ウイルス（ 日本）
  - 涙そうそう（ 日本）
  - ベルナのしっぽ（ 日本）
  - 夜のピクニック（ 日本）

### 10月
- 7日
  - アダム 神の使い、悪魔の子（ アメリカ合衆国・ カナダ）
  - アントブリー（ アメリカ合衆国/アニメ）
  - いちばんきれいな水（ 日本）
  - ガーフィールド2（ アメリカ合衆国）
  - サンクチュアリ（ 日本）
  - シャギー・ドッグ（ アメリカ合衆国）
  - 9/10 ジュウブンノキュウ（ 日本）
  - ザ・センチネル/陰謀の星条旗（ アメリカ合衆国）
  - だからワタシを座らせて。通勤電車で座る技術!（ 日本）
  - 旅の贈りもの 0:00発（ 日本）
  - チェリーパイ（ 日本）
  - チャーミング・ガール（ 韓国）
  - パッセンジャー ( フランス・ カナダ・ 日本)
  - マーダーボール（ アメリカ合衆国）
  - 六ヶ所村ラプソディー（ 日本）
  - ワールド・トレード・センター（ アメリカ合衆国）
- 14日
  - アタゴオルは猫の森（ 日本）
  - 幸福のスイッチ（ 日本）
  - このすばらしきせかい（ 日本）
  - サンキュー・スモーキング（ アメリカ合衆国）
  - 16ブロック（ アメリカ合衆国）
  - 7セカンズ（ アメリカ合衆国）
  - ドラゴン・スクワッド（ 香港）
  - ハリヨの夏（ 日本）
  - ブラック・ダリア（ アメリカ合衆国）
  - ヘイヴン 堕ちた楽園（ アメリカ合衆国・ イギリス・ ドイツ・ スペイン）
  - Oi ビシクレッタ（ ブラジル）
- 21日
  - ガラスのヒール レースクイーンの女神たち The Movie（ 日本）
  - キャッチボール屋（ 日本）
  - サラバンド（ スウェーデン）
  - スネーク・フライト（ アメリカ合衆国）
  - ダンジョン&ドラゴン2（ アメリカ合衆国）
  - 地下鉄に乗って（ 日本）
  - 天使の卵（ 日本）
  - トリスタンとイゾルデ（ アメリカ合衆国）
  - ハヴァ、ナイスデー（ 日本）
  - ひだるか（ 日本）
  - 百年恋歌（ 台湾）
  - フレディ・マーキュリー 人生と歌を愛した男（ イギリス）
- 28日
  - アオグラ AOGRA（ 日本）
  - アザーライフ（ 日本）
  - 明日へのチケット（ イギリス・ イタリア）
  - ウール100%（ 日本）
  - 悲しき天使（ 日本）
  - 木更津キャッツアイ ワールドシリーズ（ 日本）
  - クリムト（ オーストリア・ フランス・ ドイツ・ イギリス）
  - 上海の伯爵夫人（ イギリス）
  - ただ、君を愛してる（ 日本）
  - 父親たちの星条旗（ アメリカ合衆国）
  - トンマッコルへようこそ（ 韓国）
  - 虹の女神 Rainbow Song（ 日本）
  - バタリアン5（ アメリカ合衆国）
  - ホステル（ アメリカ合衆国）

### 11月
- 3日
  - unknown/アンノウン（ アメリカ合衆国）
  - ナチョ・リブレ 覆面の神様（ アメリカ合衆国）
  - ニキフォル 知られざる天才画家の肖像（ ポーランド）
  - ユア・マイ・サンシャイン（ 韓国）
  - 7月24日通りのクリスマス（ 日本）
  - 手紙（ 日本）
  - デスノート the Last name（ 日本）
- 4日
  - エコール（ フランス）
  - カオス（ カナダ・ イギリス・ アメリカ合衆国）
  - CHiLDREN チルドレン（ 日本）
  - 映画監督って何だ!（ 日本）
  - 盗られてたまるか（ 日本）
  - 日本心中（ 日本）
  - フミの帽子（ 日本）
  - ユモレスク 逆さまの蝶（ 日本）
  - 待合室（ 日本）
- 11日
  - テキサス・チェーンソー ビギニング（ アメリカ合衆国）
  - ナオミ・ワッツ プレイズ エリー・パーカー（ アメリカ合衆国）
  - 氷の微笑2（ アメリカ合衆国）
  - ブロック・パーティー（ アメリカ合衆国）
  - ラブいぬ ベンジー はじめての冒険（ アメリカ合衆国）
  - ウィンター・ソング（ 香港）
  - サッド・ムービー（ 韓国）
  - TANNKA 短歌（ 日本）
  - HAZARD（ 日本）
- 18日
  - プラダを着た悪魔（ アメリカ合衆国）
  - エンロン 巨大企業はいかにして崩壊したのか?（ アメリカ合衆国）
  - ソウ3（ アメリカ合衆国）
  - ザ・L.A. ライオット・ショー（ アメリカ合衆国）
  - キング 罪の王（ アメリカ合衆国・ イギリス）
  - トゥモロー・ワールド（ アメリカ合衆国・ イギリス）
  - 麦の穂をゆらす風（ アイルランド・ イギリス）
  - ルナシー（ チェコ）
  - 雨音にきみを想う（ 台湾）
  - 家門の危機（ 韓国）
  - 一億の猫（ 日本）
  - アジアンタムブルー（ 日本）
  - 椿山課長の七日間（ 日本）
- 25日
  - 沈黙の傭兵（ アメリカ合衆国）
  - めぐみ 引き裂かれた家族の30年（ アメリカ合衆国）
  - ありがとう（ 日本）
  - 暗いところで待ち合わせ（ 日本）
  - 赤い鯨と白い蛇（ 日本）
  - 恋するイノセントマン（ 日本）
  - コワイ女（ 日本）
  - ボクラの島を忘れない（ 日本）
  - ラブレター 蒼恋歌（ 日本）
  - パプリカ（ 日本/アニメ）

### 12月
- 1日
  - 007 カジノ・ロワイヤル（ アメリカ合衆国・ イギリス）
  - 武士の一分（ 日本）
  - 日本の自転車泥棒（ 日本）
- 2日
  - イカとクジラ（ アメリカ合衆国）
  - ウォルト・ディズニーのサンタクローズ3/クリスマス大決戦!（ アメリカ合衆国）
  - ホーンテッド・ハイウェイ（ アメリカ合衆国）
  - ファミリー（ 韓国）
  - Mr.ソクラテス（ 韓国）
  - イヌゴエ 幸せの肉球（ 日本）
  - ネコと金魚の恋物語（ 日本）
  - パラ族 パラパラじゃないか!（ 日本）
- 9日
  - 硫黄島からの手紙（ アメリカ合衆国）
  - オープン・シーズン（ アメリカ合衆国/アニメ）
  - スキャナー・ダークリー（ アメリカ合衆国/アニメ）
  - 敬愛なるベートーヴェン（ イギリス・ ハンガリー）
  - ダニエラという女（ フランス）
  - 人生は、奇跡の詩（ イタリア）
  - ウェディング・キャンペーン（ 韓国）
  - 王の男（ 韓国）
  - 市川崑物語（ 日本）
  - 因幡の白うさぎ（ 日本）
  - おじさん天国（ 日本）
  - NANA2（ 日本）
  - Presents〜合い鍵〜（ 日本）
  - LOVE MY LIFE（ 日本）
  - デジモンセイバーズ THE MOVIE 究極パワー! バーストモード発動!!（ 日本/アニメ）
  - 映画 ふたりはプリキュアSplash Star チクタク危機一髪!（ 日本/アニメ）
  - こま撮りえいが こまねこ（ 日本/アニメ）
- 12日
  - AA 音楽批評家:間章（ 日本）
  - かべちょろ家守（ 日本）
- 14日
  - コトリタチノ楽園（ 日本）
- 16日
  - エラゴン 遺志を継ぐ者（ アメリカ合衆国）
  - デート・ウィズ・ドリュー（ アメリカ合衆国）
  - プレスリーVSミイラ男（ アメリカ合衆国）
  - ライアンを探せ!（ アメリカ合衆国/アニメ）
  - オーロラ（ フランス）
  - 愛されるために、ここにいる（ フランス）
  - あるいは裏切りという名の犬（ フランス）
  - とかげの可愛い嘘（ 韓国）
  - 犬神家の一族（ 日本）
  - 海でのはなし。（ 日本）
  - エコエコアザラク R-page（ 日本）
  - 劇場版 どうぶつの森（ 日本）
  - 長い散歩（ 日本）
  - 夏の思い出（ 日本）
  - HERO -THE ONLY PERSON IN THIS UNHAPPY WORLD-（ 日本）
  - MOONRIDERS THE MOVIE 「PASSION MANIACS マニアの受難」（ 日本）
  - 劇場版BLEACH MEMORIES OF NOBODY（ 日本/アニメ）
- 23日
  - リトル・ミス・サンシャイン（ アメリカ合衆国）
  - シャーロットのおくりもの（ アメリカ合衆国）
  - アメリカン・ハードコア（ アメリカ合衆国）
  - インビジブル2（ アメリカ合衆国）
  - ファースト・ディセント（ アメリカ合衆国）
  - ヘンダーソン夫人の贈り物（ イギリス）
  - フランキー・ワイルドの素晴らしい世界（ イギリス・ カナダ）
  - 合唱ができるまで（ フランス）
  - 名犬ラッシー（ フランス・ イギリス・ アメリカ合衆国・ アイルランド）
  - ダーウィンの悪夢（ オーストリア・ ベルギー・ フランス）
  - 百万長者の初恋（ 韓国）
  - 大奥（ 日本）
  - 無花果の顔（ 日本）
  - 気球クラブ、その後（ 日本）
  - 甲野善紀身体操作術（ 日本）
  - 酒井家のしあわせ（ 日本）
  - シルバー假面（ 日本）
  - AKIBA（ 日本）
  - 鉄コン筋クリート（ 日本）
  - Tokyo Loop（ 日本/アニメ）
  - ルナハイツ2（ 日本）
- 26日
  - 早咲きの花（ 日本）
- 30日
  - みえない雲（ ドイツ）
  - エコエコアザラク B-page（ 日本）